# Denis Theurillat

Bischofswappen von Denis Theurillat

Denis Theurillat (* 21. September 1950 in Epauvillers, Schweiz) ist emeritierter Weihbischof in Basel.

## Leben
Denis Theurillat empfing am 16. Mai 1976 die Priesterweihe für das Bistum Basel und wirkte als Vikar in Bassecourt (1976–1980) und St.-Imier (1980–1985), als Pfarrer im Pastoralraum Tramata (Tramelan-Malleray-Tavannes) (1985–1997), von 1986 bis 1997 als Dekan des Dekanates Moutier-St-Imier-Biel und anschliessend von 1997 bis 2000 als Bischofsvikar für den französischsprachigen Teil des Bistums Basel (Jura Pastoral).
Am 17. April 2000 ernannte ihn Papst Johannes Paul II. zum Titularbischof von Tubulbaca und zum Weihbischof in Basel. Der Bischof von Basel, Kurt Koch, spendete ihm am 22. Juni desselben Jahres die Bischofsweihe; Mitkonsekratoren waren der Bischof von Chur, Amédée Grab OSB, und der Erzbischof von Freiburg, Oskar Saier.
Als Weihbischof leitete er das Pastoralamt des Bistums Basel (2011–2017) und das Bischofsvikariat für Orden und religiösen Gemeinschaften im Bistum Basel (2015–2021). Im Rahmen der Schweizer Bischofskonferenz (SBK) amtete Theurillat als Jugendbischof (2000–2012) für die ganze Schweiz. Zudem war er als Präsident des Frauenrates tätig. Der Weihbischof setzte sich bis zu seinem Rücktritt für die Ökumene ein. Hinsichtlich der Weihe von Frauen sprach sich Theurillat für ein Konzil aus; ohne ein solches befürchte er ein Schisma.
Am 8. Februar 2021 nahm Papst Franziskus den Rücktritt von Denis Theurillat an. Anschließend wurde er Seelsorger bei den Baldegger Schwestern. Anfang 2023 wurde er zum Domherrn an der St. Ursenkathedrale ernannt.